# Hana wo Pūn/Futari wa NS
Hana wo Pūn/Futari wa NS (はなをぷーん/ふたりはNS) foi um single do grupo de J-pop Kira☆Pika, lançado em 1 de agosto de 2007.

## História
O single foi lançado em 1 de agosto de 2007 no Japão pela gravadora Zetima. Ficou classificado entre os 9º singles mais vendidos na Oricon. Teve uma edição limitada com uma capa e cartilha diferentes, e o formato foi em "single V" (um DVD que contém os vídeos musicais e um making of).
As canções foram cantadas por Koharu Kusumi do grupo Morning Musume e Mai Hagiwara do grupo °C-ute, elas também interpretaram Kirari Tsukishima e Hikaru Mizuki, duas cantoras fictícias do anime Kilari (Kirarin Revolution).
Hana wo Pūn foi o sexto encerramento (exibido nos episódios 65 até ao 67) e também o quarto tema de abertura (exibida nos episódios 68 até ao 77), e Futari wa NS foi o sétimo encerramento (exibido nos episódios 68 até ao 77). As canções também foram incluídas no álbum "Kirarin Land" de "Tsukishima Kirari starring Kusumi Koharu (Morning Musume)", e na compilação Best Kirari. As versões instrumentais também estão incluídas no single.

Capa do single (Edição limitada).

## Lista de faixas

### CD
1. "Hana wo Pūn" (はなをぷーん) – 4:27
2. "Futari wa NS" (ふたりはNS) – 4:39
3. "Hana wo Pūn (Instrumental)" – 4:27
4. "Futari wa NS (Instrumental)" – 4:32

### Single V
1. Hana wo Pu-n
2. Futari wa NS
3. メイキング映像 (Making of)

## Desempenho nas paradas
| Paradas musicais (2007)     | Melhor posição |
| --------------------------- | -------------- |
| Oricon Weekly Singles Chart | 9              |